# District historique de Rocky Mountain National Park Utility Area
Le district historique de Rocky Mountain National Park Utility Area, ou Rocky Mountain National Park Utility Area Historic District en anglais, est un district historique du comté de Larimer, dans le Colorado, aux États-Unis. Protégé au sein du parc national de Rocky Mountain, il est inscrit au Registre national des lieux historiques depuis le 18 mars 1982. Caractérisé par le style rustique du National Park Service, il comprend notamment le Beaver Meadows Visitor Center, un office de tourisme par ailleurs inscrit à titre individuel et même classé National Historic Landmark depuis le 3 janvier 2001.